# Huntington Bank Field
L'Huntington Bank Field, precedentemente noto come FirstEnergy Stadium dal 2013 al 2023 e Cleveland Browns Stadium dal 1999 al 2012 e ancora dal 2023 al 2024, è un impianto sportivo situato a Cleveland, in Ohio.
Ospita le partite dei Cleveland Browns della National Football League.

## Storia
Lo stadio sorge sul sito del vecchio Cleveland Municipal Stadium, che ospitava i Browns prima che il proprietario Art Modell spostasse la squadra a Baltimora e cambiasse nome in Ravens. Il vecchio stadio venne demolito al termine della stagione 1996, e nel maggio 1997 iniziò la costruzione del nuovo stadio che fu inaugurato nel 1999. Il 21 agosto 1999 fu giocata la prima partita nel nuovo stadio, la gara di precampionato tra i Browns e i Minnesota Vikings, mentre la prima partita della stagione regolare fu giocata il 12 settembre 1999, che vide la sconfitta 43-0 dei Browns contro i Pittsburgh Steelers.

## Denominazione
La città di Cleveland scelse inizialmente di non vendere i diritti di denominazione dello stadio, cosa molto insolita per gli stadi costruiti in tempi recenti, ma decise invece di vendere i diritti di denominazione delle quattro entrate principali: alla stagione 2022 l'accesso sudovest è sponsorizzato dalla catena di supermercati Meijer, quello sudest dall'University Hospitals Cleveland Medical Center e il nordest dall' Electronic Merchant Systems.

Logo dello stadio usato dal 2013 al 2023

Nell'ottobre del 2012 i Browns furono acquisiti da Jimmy Haslam, proprietario della catena Pilot Flying J, che annunciò di voler vendere i diritti di denominazione dello stadio.  Il 14 gennaio 2013 fu riportato che i diritti di denominazione erano stati venduti alla FirstEnergy Corporation, società di produzione e distribuzione di energia elettrica che copriva la maggior parte dell'area nordorientale dell'Ohio. Il giorno seguente i Browns annunciarono che lo stadio sarebbe stato denominato "FirstEnergy Stadium, Home of the Cleveland Browns", con l'accordo, valido fino al 2029, approvato ufficialmente dal consiglio comunale di Cleveland il 15 febbraio 2013. Sebbene la FirstEnergy abbia detenuto i diritti dal 2013 al 2023, nello stesso periodo lo stadio è stato servito dalla Cleveland Public Power, società pubblica di distribuzione elettrica.

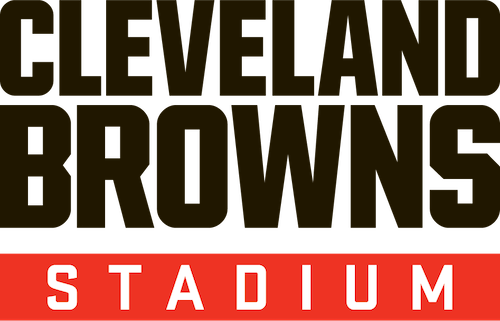
Logo dello stadio usato dal 2023 al 2024

A giugno 2022, a seguito dello scandalo per corruzione nella gestione delle centrali nucleari in Ohio che vide coinvolta la FirstEnergy, il consiglio comunale di Cleveland votò una risoluzione per sollecitare la FirstEnergy a rinunciare ai suoi diritti di denominazione sullo stadio. Il 13 aprile 2023 i Browns annunciarono che era stato raggiunto un accordo tra la squadra e la FirstEnergy per interrompere immediatamente l'accordo sulla denominazione dello stadio, che riprese così il nome originale.
Il 3 settembre 2024 i Browns annunciarono un accordo di sponsorizzazione ventennale con la Huntington Bank che prevedeva anche la ridenominazione dello stadio.

## Critiche
Una delle maggiori critiche che vengono rivolte a questo stadio è il fatto che siano stati spesi circa 283 milioni di dollari per una struttura che ha garantiti solo 10 eventi all'anno (8 partite di regular season e 2 di preseason). Molti sostengono che invece sarebbe stato meglio costruire uno stadio coperto, che avrebbe anche sostituito l'obsoleto Cleveland Public Auditorium and Convention Center.
Nel maggio 2006 si è cominciato a discutere di un possibile rinnovamento, quando un gruppo di imprenditori locali ha iniziato una campagna per ospitare un'edizione del Super Bowl. Il gruppo sosteneva la necessità della costruzione di un tetto retrattile, dato che è quasi impossibile che la NFL assegni la partita ad uno stadio aperto in una città fredda come Cleveland.